# گیاه سوییس
گیاه سوییس گیاهی چند ساله و گلدار از خانواده شب‌بویان است که در اروپا، اسکاندیناوی و ایالت‌های غربی کشور آمریکا می‌روید.
این گیاه کوچک، گیاهی تزیینی و زیباست که یک ساقه اصلی به بلندی حدود ۲۰ سانتیمتر دارد و گل‌های سفید رنگ آن بر سر این ساقه ظاهر می‌شوند.

## خواص
این گیاه، جزو گیاهان سم زدا (Toxic avenger) است. گیاه سوییس آلودگی‌های خاک به کادمیوم و روی را با جذب این دو عنصر، به خوبی برطرف می‌کند. کادمیوم و روی جذب شده توسط گیاه، می‌تواند دوباره در صنعت بازیافت شود.